# Општина Драганешти (Галац)
Драганешти (рум. Drăgăneşti) општина је у Румунији у округу Галац.
Oпштина се налази на надморској висини од 32 m.